# Approximately Infinite Universe
Approximately Infinite Universe ist das dritte Solo-Studioalbum von Yoko Ono. Gleichzeitig ist es einschließlich der drei Avantgarde-Alben sowie Some Time in New York City mit ihrem Ehemann John Lennon und des Live-Albums Live Peace in Toronto 1969 der Plastic Ono Band das insgesamt achte Album Yoko Onos. Es wurde am 16. Februar 1973 in Großbritannien und am 8. Januar 1973 in den USA veröffentlicht.
Als Interpret wurde auf dem Cover Yoko Ono with The Plastic Ono Band angegeben.

## Entstehungsgeschichte
Nach dem relativen kommerziellen Misserfolg des gemeinsamen Albums Some Time in New York City, das im Juni 1972 veröffentlicht wurde, begab sich Yoko Ono im Oktober bis November 1972 wieder in die Record Plant Studios in New York und nahm ihr zweites Doppel-Album auf.  Lediglich die Lieder Catman und Winter Song wurden vorher in den Butterfly Studios aufgenommen. Es waren die letzten gemeinsamen Studioaufnahmen mit der Band Elephant’s Memory.
Für Some Time in New York City engagierten John Lennon, Yoko Ono und Phil Spector erstmals die Elephant’s Memory, nach Beendigung der Aufnahmen hatten John Lennon und Yoko Ono mit der Band Elephant’s Memory am 11. Mai 1972 einen Auftritt in der Dick Cavett Show, es folgten am 30. August 1971 zwei Konzerte im Madison Square Garden in New York unter dem Titel One to One-Konzert, das entsprechende Livealbum Live in New York City erschien erst im Januar 1986. Der letzte gemeinsame Auftritt mit der Elephant’s Memory erfolgte am 6. September 1972 während der Benefiz-Fernsehshow Jerry Lewis Muscular Dystrophy Telethon wo sie drei Lieder spielten.
Das Album Approximately Infinite Universe markiert im Vergleich zu ihren ersten beiden Studioalben musikalisch eine vorläufige Abkehr von der Avantgarde weg und hin zu melodiöser Rock- und Popmusik. Auch die Texte sind deutlich komplexer und beinhalten hauptsächlich feministische Themen, was sie musikalisch erstmals mit dem Lied Sisters, O Sisters auf dem Album Some Time in New York City begonnen hatte.
Am 27. Mai 1973 trat Yoko Ono in der Town Hall in New York City auf und spielte mit der Elephant’s Memory sechs Lieder des Albums. Im Juni 1973 folgte ein Auftritt in der WBAI Radio-Station in New York.
Das weitere aufgenommene, aber nicht verwendete Lied Joseijoi Banzai erschien im Jahr 1973 in Japan als Single sowie im Jahr 1992 auf der Onobox.
Eine Version des Liedes Now or Never, von Elephant’s Memory und John Lennon eingespielt, bei der statt Yoko Ono der Spirit Choir singt, wurde im September/Oktober 1984 auf dem Kompilationsalbum Every Man Has A Woman veröffentlicht.

## Cover
Die Covergestaltung erfolgte durch John Lennon und Yoko Ono sowie Bettina Rossner. Das Coverfoto stammt von Bob Gruen.

## Titelliste
Alle Titel des Albums wurden von Yoko Ono komponiert.
- Seite 1

1. Yang Yang – 3:50
2. Death of Samantha – 6:22
3. I Want My Love to Rest Tonight – 5:11
4. What Did I Do! – 4:12
5. Have You Seen a Horizon Lately – 1:57

- Seite 2

1. Approximately Infinite Universe – 3:21
2. Peter the Dealer – 4:46
3. Song for John – 2:06
4. Catman (The Rosies Are Coming) – 5:34
5. What a Bastard the World Is – 4:35
6. Waiting for the Sunrise – 2:33

- Seite 3

1. I Felt Like Smashing My Face in a Clear Glass Window – 4:09
2. Winter Song – 3:39
3. Kite Song – 3:18
4. What a Mess – 2:41
5. Shiranakatta (I Didn’t Know) – 3:11
6. Air Talk – 3:22

- Seite 4

1. I Have a Woman Inside My Soul – 5:33
2. Move on Fast – 3:43
3. Now or Never – 5:49
4. Is Winter Here to Stay? – 4:22
5. Looking Over from My Hotel Window – 3:36

## Wiederveröffentlichung
- Die Erstveröffentlichung des vollständigen  Albums im CD-Format von Rykodisc Records erfolgte am 22. Juli 1997 und beinhaltet zwei zusätzliche Lieder, die beide nicht von den Aufnahmesessions stammen und Demoaufnahmen sind. Dogtown ist ein akustisches Demo, von John Lennon (Gitarre) und Yoko Ono (Gesang) eingespielt. She Gets Down on Her Knees wurde von  Yoko Ono  (Gesang und Klavier)  1974 eingespielt. Die genauen Aufnahmedaten der beiden Titel werden im CD Begleitheft nicht aufgeführt. Beide Demoaufnahmen wurden in den Folgejahren zumindest zweimal aufgenommen, im Jahr 1974 für das Album A Story und im Jahr 1981 für das Album Season of Glass. Die CD-Veröffentlichung wurde von George Marino und Rob Stevens in den Sterling Sound Studios neu remastert.[3]

Für die Onobox wurden zehn Lieder des Albums von Yoko Ono und Rob Stevens neu abgemischt, ob diese für die 1997er Wiederveröffentlichung verwendet wurden, ist nicht dokumentiert.
Die Doppel-CD wurde wie folgt veröffentlicht:
- CD 1

1. Yang Yang – 3:50
2. Death of Samantha – 6:22
3. I Want My Love to Rest Tonight – 5:11
4. What Did I Do! – 4:12
5. Have You Seen a Horizon Lately – 1:57
6. Approximately Infinite Universe – 3:21
7. Peter the Dealer – 4:46
8. Song for John – 2:06
9. Catman (The Rosies Are Coming) – 5:34
10. What a Bastard the World Is – 4:35
11. Waiting for the Sunrise – 2:33

- CD 2

1. I Felt Like Smashing My Face in a Clear Glass Window – 4:09
2. Winter Song – 3:39
3. Kite Song – 3:18
4. What a Mess – 2:41
5. Shiranakatta (I Didn’t Know) – 3:11
6. Air Talk – 3:22
7. I Have a Woman Inside My Soul – 5:33
8. Move on Fast – 3:43
9. Now or Never – 5:49
10. Is Winter Here to Stay? – 4:22
11. Looking Over from My Hotel Window – 3:36

- CD-Bonustitel

1. Dogtown – 2:51
2. She Gets Down on Her Knees  – 2:45

- Am 21. Juli 2017 wurde das erneut remasterte Album als Doppel-CD[4] und Vinyl-Doppel-Langspielplatte (auf schwarzem[5] und weißem Vinyl[6] gepresst) auf den Labeln Secretly Canadian / Chimera Music veröffentlicht. Die CDs wurden von Greg Calbi, Ryan Smith und Rob Stevens, das Vinylalbum wurde von Greg Calbi und Sean Lennon remastert. Die CDs wurden in einem aufklappbaren Pappcover vertrieben. Der CD liegt ein zwölfseitiges bebildertes Begleitheft bei, das Information zum Album enthält. Das Lied She Gets Down on Her Knees wurde im Gegensatz zur 1997er Wiederveröffentlichung nicht mehr verwendet, so dass  Dogtown bei der 2017er Wiederveröffentlichung der alleinige Bonustitel ist.

## Single-Auskopplungen

### Now or Never
Als erste Single von Yoko Ono wurde Now or Never / Move on Fast in den USA am 13. November 1972 aus dem Album ausgekoppelt, ebenfalls erschien die Single in Frankreich. In Großbritannien und Deutschland wurde die Single nicht veröffentlicht.

### Death of Samantha
In Großbritannien erschien am 4. Mai 1973, in den USA schon am 26. Februar 1973 die Single Death of Samantha / Yang Yang.

## Chartplatzierungen
| ChartsChartplatzierungen       | Höchstplatzierung | Wochen |
| ------------------------------ | ----------------- | ------ |
| Vereinigte Staaten (Billboard) | 193 (4 Wo.)       | 4      |

Beide oben erwähnten Singles platzierten sich nicht in den Charts.